# Shōgo Amō
Shōgo Amō (天羽 尚吾 Amō Shōgo?,  Prefectura de Kanagawa, Japón, 20 de abril de 1994) es un actor y bailarín japonés, afiliado a Mirror Liar.

## Biografía
Amō nació el 20 de abril de 1994 en la prefectura de Kanagawa, Japón. Comenzó a bailar y tocar el piano a la edad de cuatro años, a la par que comenzó a actuar en musicales. También apareció en el popular programa infantil de NHK, Eigo de Asobo.

## Filmografía

### Teatro
- Cosmos Dance Studio Shusai no Stage (1999)
- Heidi (2003)
- 「We love musical (2005)
- Garasu no Kamen (2008) como Kaoru Babid
- Shōnan Dance Festival (2008)
- Sorao no Sekai (2013, Tokyo Metropolitan Art Space) como Koyubi Migi
- Legend of the Galactic Heroes (2013, Aoyama Theatre)
- Meguriau toki (2013, Sasazuka Factory / Penguin Team)
- Revo's Halloween Party (2013, Saitama Super Arena)
- Counterfeit Child maker (2014, Kinokuniya Hall)
- God Child (2014, Space Zero) como Godzilla
- Kappa (2014, Kichijoji Theater) como Rakku
- Persona 3 the WM: Gunjō no Meikyū (2014, Theatre Senjyu)
- Hashire Melos (2014, Sogetsu)
- Hakkenden: Tōhō Hakken Ibun (2015, Theatre Sunmall) como Murasame
- Prince Kaguya (2015, Teatro Hakuhinkan) como Bailarín, mujer[2]
- Yowamushi Pedal (2016, Tokyo Dome City Hall) como Komari Kishigami
- Battle!! Flying Dragon Elementary School☆Powered (2016, Theatre Sunmall)
- Natsu no Yoru no Yume (2016, Camellia Hall) como Hipólita
- Kaze wa Shidete ni Fuku (2016, Kichijoji Theater) como Kōkichi
- Sarah Bernhardt (2016, Hyogo Performing Arts Center / Theatre Senjyu) como Sirvienta
- Hakkenden: Tōhō Hakken Ibun 2 (2016, Space Zero) como Murasame
- Yowamushi Pedal: Start Line (2017, Orix Theater / Tokyo Dome City Hall) como Komari Kishigami
- Hakai Runner (2017) como Pirania

### Ballet
- Kurumiwari Ningyō (2006)

### Show de variedades
- Present (2014, Fuji Television) como Miembro del club de béisbol